# Heliconius anaitis
Heliconius anaitis är en fjärilsart som beskrevs av Riffarth 1907. Heliconius anaitis ingår i släktet Heliconius och familjen praktfjärilar. Inga underarter finns listade i Catalogue of Life.